# Hot Snakes
Hot Snakes är ett amerikanskt rockband bildat 1999. Den mest kända medlemmen är John Reis, också gitarrist och sångare i Rocket from the Crypt. Bandet upplöstes 2005 och gjorde sin sista spelning på Emmabodafestivalen samma år. Bandet återförenades 2011.

## Medlemmar
- Rick Froberg – gitarr, sång (1999–2005, 2011– )
- John Reis – gitarr, bakgrundssång (1999–2005, 2011– )
- Gar Wood – bas, bakgrundssång (1999–2005, 2011– )
- Jason Kourkounis – trummor (1999–2003, 2011– )
- Mario Rubalcaba – trummor (2003–2005, 2011– )

## Diskografi
Studioalbum
- 2000 – Automatic Midnight
- 2002 – Suicide Invoice
- 2004 – Audit in Progress
- 2018 – Jericho Sirens

Livealbum
- 2006 – Thunder Down Under

EP
- 2004 – EP In Progress
- 2005 – Peel Sessions

Singlar
- 2004 – "This Mystic Decade" / "Hi-Lites"
- 2011 – "DNR (Do Not Resuscitate)" / "Time to Escape"